# Тамта
Тамта Омаровна Годуадзе (греч. Τάμτα Γκοντουάτζε, груз. თამთა გოდუაძე; более известна как Тамта (англ. Tamta); род. 10 января 1981, Тбилиси, Грузинская ССР, СССР) — грузинская поп-певица, более известная в Греции и на Кипре. Представитель Кипра на Евровидении-2019. По итогам голосования заняла 13 место в финале, набрав 109 баллов. Участница шоу «Super Idol Greece» (заняла второе место). Её самые популярные хиты: «Replay» , «Yala» , «Ftes» (Faraway, originally performed by Gala), «Den Telionei Etsi I Agapi»  и «Tonight».

## Биография

### Детство и юность
Тамта родилась 10 января 1981 года в Грузии. В пять лет начала петь. В течение шести лет была вокалисткой детской группы. Брала уроки фортепьяно в течение семи лет, изучала грузинский балет.
Она была награждена в серии детских песенных конкурсов в Грузии. Выступала в главных ролях, как актриса в музыкальных театрах в возрасте от двенадцати до четырнадцати лет.
Тамта изучала русский язык и английскую литературу в университете иностранных языков Грузии, и получила высшее образование.

### Музыкальная карьера
Когда Тамте было 22 года, она с семьей переехала в Грецию. Там она решила принять в участие в конкурсе вокалистов «Super Idol Greece», где заняла второе место. Это стало трамплином в мир шоу-бизнеса.
В этом же году Тамта выпустила сингл «Eisai To Allo Mou Miso» вместе с Stavros Konstantinou, который стал радиохитом.
Зимой 2004—2005 годов выступала на разогреве у Джорджа Далараса и Антонис Ремоса на сцене Arena в Афинах, в то время как летом 2005 года она выступала вместе с Таносом Петрелисом, Катериной Сатанси и Апостилой Зои.
Летом 2006 года, Тамта вместе с Пегги Зиной в Politeia студии в Салониках, выступала на живых концертах Сакиса Руваса.
Зимой 2006—2007 года Тамта выступала на площадках VOX Athina и Fix Live (в Салониках).
В январе 2007 года Греческая корпорация телерадиовещания (ERT), объявила об участии Тамты в национальном финале конкурса Евровидение 2007. Она заняла третье место; на конкурс отправился певец Сарбель. Вскоре после этого она выпустила свой дебютный альбом под названием Тамта. Первый сингл с компакт-диска была кавер песни «Faraway» под названием «Ftais». За ним последовал сингл «Den Telionei Etsi I Agapi». CD был переиздан с бонусным хитом «Tornero», который представлял Румынию в конкурсе песни Евровидение 2007.
Её альбом Agapise Me был выпущен в 16 Мая 2007 года, первым синглом альбома был «Agapise Me» (Love me).
В этом же году вышел второй CD-сингл «Mia Stigmi Esi Ki Ego/Ela Sto Rhythmo». СD включал в себя ремиксы «RBD Wanna Play». Тамта стала знаменитой в Греции благодаря песням Pame Parea Rebelde и Agapw Wanna Play. Затем в 2008 альбом RBD «Rebels» стал СD-бестселлером. Он включал в себя греческую версию дуэты с Тамтой.
В июне 2008 года Тамта в интервью сказала, что хотела бы поучаствовать в конкурсе Евровидение. Греческие СМИ потребовали, что бы Тамта представляла Грецию на евровидение-2009. Но слухи не оправдались, и на конкурс поехал Сакис Рувас.
В 2009 году Тамта выпустила балладу «Koita me». Это был первый сингл её нового альбома, который был выпущен в марте 2010 года. Режиссёр клипа «Koita me» Константинос Ригос.
Зимой 2009-10 Тамта с Сакисом Рувасом выступали в The S Club. Кроме того они выпустили сингл «Tharros I Alitheia»
В 2010 году Тамта на премии MAD VMA 2010 получила статуэтка в номинации «Лучший дуэт».
В 2011 году выпустила сингл «Tonight» вместе с Playmen & Claydee.
В декабре 2018 года была объявлена представителем Кипра на конкурсе песни «Евровидение-2019» в Израиле.

## Личная жизнь
У Тамты есть дочь, которую она родила в 14 лет. На данный момент есть предположение,что у неё есть бойфренд.
.

## Дискография

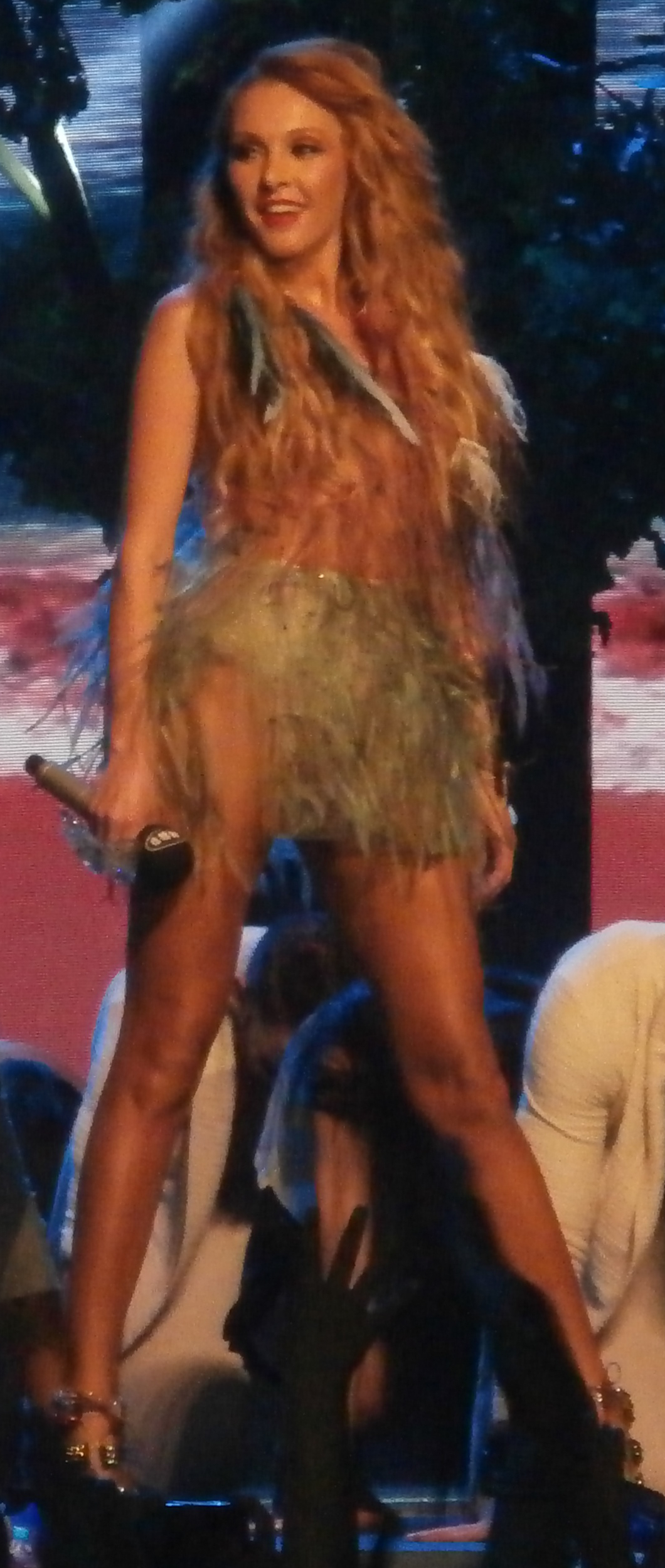
В 2017 году.

### Студийные альбомы
- 2006 — Tamta / Тамта
- 2007 — Agapise Me / Люби меня
- 2010 — Tharros I Alitheia / Правда или ложь
- 2020 - EP “Awake”/ Пробуждение

синглы:
- 2007 With Love
- 2007 Mia Stigmi Esi Ki Ego/Ela Sto Rhythmo

### Синглы
- 2004 — T' Allo Mou Miso ft. Stavros Konstantinou
- 2006 — Ftais (Faraway)
- 2006 — Den Telionei Etsi I Agapi
- 2006 — Tornero/Tromero (MAD Version) (duet with Mihai Traistariu)
- 2006 — Einai Krima (duet with Grigoris Petrakos)
- 2007 — With Love
- 2007 — Agapise Me
- 2007 — Agapo (Wanna Play) (Tamta featuring Akis Deiximos)
- 2007 — Mia Stigmi Esi Ki Ego"
- 2008 — Ela Sto Rhythmo"
- 2008 — S' Opoion Aresei (Dansonra)"
- 2009 — Koita Me"
- 2010 — Tharros I Alitheia (с Сакисом Рувасом)
- 2010 — Egoista (Tamta featuring Isaias Matiaba)
- 2010 — Fotia
- 2011 — Tonight (Tamta featuring Playmen & Claydee Lupa)
- 2011 — Zise To Apistefto (Oblivion)
- 2012 — Niose Tin Kardia
- 2012 — Konta Sou
- 2013 — Pare Me
- 2013 — S' Agapao (Midenistis feat. Tamta)
- 2014 — Gennithika Gia Sena (Tamta feat. Xenia Ghali)
- 2014 — Always Broken (Tamta feat. Xenia Ghali)
- 2014 — Gennithika Gia Sena (Unplugged) (Tamta feat. Xenia Ghali)
- 2015 — Unloved
- 2016 — To Kati Parapano
- 2017 — Protimo
- 2017 — Ilious Kai Thalasses
- 2018 — Pes Mou An Tolmas
- 2018 — Arhes Kalokairiou
- 2018 — Arhes Kalokairiou ( MAD VMA Version )
- 2019 — Replay
- 2019 — Señorita (Snik feat. Tamta) -
- 2019 — Sex With Your Ex (Впоследствии вошёл в мини-альбом EP “Awake” 2020 года)
- 2020 - My Zone (Впоследствии вошёл в мини-альбом EP “Awake” 2020 года)
- 2020 - S’Agapo
- 2020 - Yala (feat. Stephane Legar) (Впоследствии вошёл в мини-альбом EP “Awake” 2020 года)
- 2020 - Awake (Лид сингл с мини-альбома EP “Awake” 2020 года)
- 2020 - Hold on (с мини-альбома EP “Awake” 2020 года)
- 2020 - On the run (с мини-альбома EP “Awake” 2020 года)
- 2020 - Silence (с мини-альбома EP “Awake” 2020 года)
- 2020 - Den Eisai Edo (feat. Mente Fuerte)
- 2021 - Melidron
- 2021 - N.E.R.O (feat. IAMSTRONG)
- 2021 - FACE (feat. Die Arkitekt)

## Музыкальные клипы
- 2004: «T' Allo Mou Miso» ft. Stavros Konstantinou
- 2006: «Ftais (Faraway)»
- 2006: «Den Telioni Etsi I Agapi»
- 2006: «Tornero / Tromero» (MAD Version) [Mihai Traistariu — Tamta]
- 2006: «Einai Krima» [Tamta — Grigoris Petrakos]
- 2007: «With Love» (Studio Performance)
- 2007: «Agapise me»
- 2007: «Relax, Take It Easy / Agapise me» (VMA '07)
- 2007: «Agapo (Wanna Play)» [Tamta feat. Akis Deiximos]
- 2007: «Mia Stigmi Esi Ki Ego»
- 2008: «Ela Sto Rhythmo»
- 2008: «Se Opoion Aresei (Dansonra)» (VMA '08) Tamta & Stereo Mike
- 2009: «Koita Me»
- 2010: «Tharros I Alitheia» (Tamta featuring Sakis Rouvas)
- 2010: «Egoista» (VMA '10) [Tamta featuring Isaias Matiaba]
- 2010: «Fotia»
- 2011: «Tonight» (Tamta feat. Playmen & Claydee Lupa)
- 2012: «Niose Ti Kardia»
- 2012: «Koda Sou»
- 2013: «Pare me»
- 2014: «Gennithika Gia Sena» (Tamta feat. Xenia Ghali)
- 2015: «Den eimai oti nomizeis»
- 2015: «Unloved»
- 2017: «Ilious kai thalasses»
- 2018: «Pes mou an tolmas»
- 2018: «Arhes Kalokeriou»
- 2018: «Na me paris makria»
- 2019: «Replay»
- 2019: «Señorita» (Snik feat. Tamta)
- 2019: «Sex With Your Ex»
- 2020: «S’Agapo»
- 2020: “Yala” (ft. Stephane Legar)
- 2020: "Den Eisai Edo" (ft. Mente Fuerte)
- 2020: "Hold On"
- 2021: "Awake"
- 2021: "N.E.R.O"
- 2021: "FACE"